# Pulau Keppel

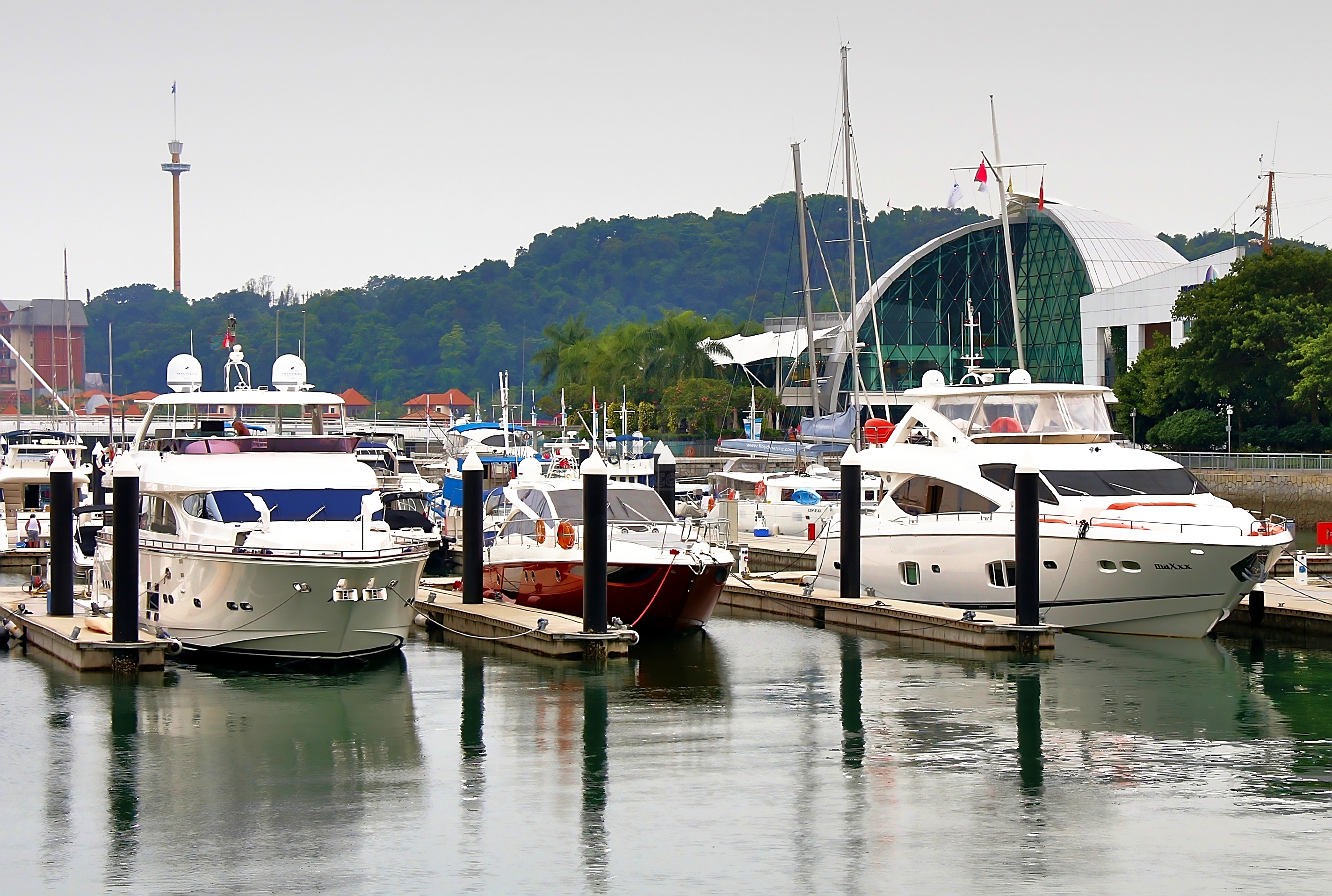
Il porto turistico di Pulau Keppel

Pulau Keppel è una piccola isola privata di Singapore. È del tutto piatta, ed è situata nella baia di Keppel, tra l'isola principale di Singapore e l'isola di Sentosa. L'isola è connessa all'isola principale di Singapore attraverso un ponte strallato di 250 metri di lunghezza, il Keppel Bay Bridge, inaugurato nel 2008. Grazie al ponte l'isola riceve anche alcuni servizi come acqua corrente ed energia elettrica.

L'isola ha iniziato a prosperare alla metà del XIX secolo grazie allo sviluppo del vicino porto di Keppel. Pulau Keppel è stata usata per la costruzione e riparazione di navi dalla compagnia Keppel Shipyard fino al 2000. Nel 1983 la compagnia che possiede l'isola chiese che ne fosse cambiato il nome precedente, Pulau Hantu, che significa isola fantasma. Questo nome veniva percepito come potenzialmente deleterio nei rapporti coi clienti, ed inoltre Pulau Hantu è il nome di un'altra isola del Singapore; il governo concesse il cambiamento. Dopo la costruzione del ponte l'isola rientrò in un'area coinvolta in uno sviluppo di infrastrutture di lusso, e oggi ospita ristoranti e un porto turistico per yacht.